# Старе Барятіно
Старе Баря́тіно (рос. Старое Барятино, башк. Иҫке Барятин) — село у складі Стерлітамацького району Башкортостану, Росія. Входить до складу Казадаєвської сільської ради.
Населення — 33 особи (2010; 26 в 2002).
Національний склад:
- росіяни — 84%